# Saint-Marcouf (Manche)
Saint-Marcouf – miejscowość i gmina we Francji, w regionie Normandia, w departamencie Manche.
Według danych na rok 1990 gminę zamieszkiwały 332 osoby, a gęstość zaludnienia wynosiła 25 osób/km² (wśród 1815 gmin Dolnej Normandii Saint-Marcouf plasuje się na 566. miejscu pod względem liczby ludności, natomiast pod względem powierzchni na miejscu 309.).